# Kevin Fowler

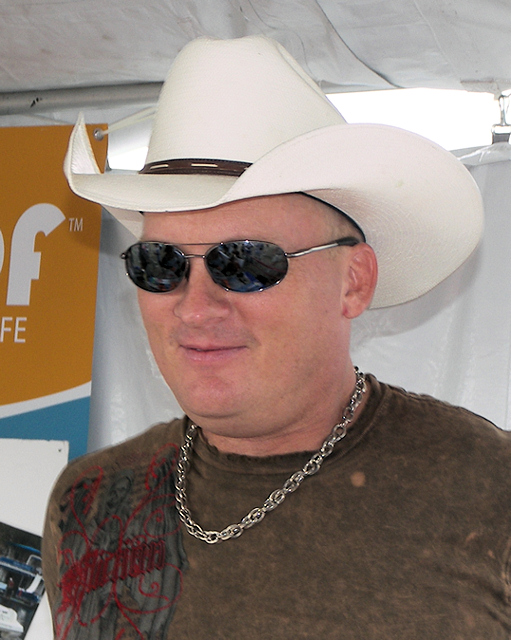
Kevin Fowler (2007)

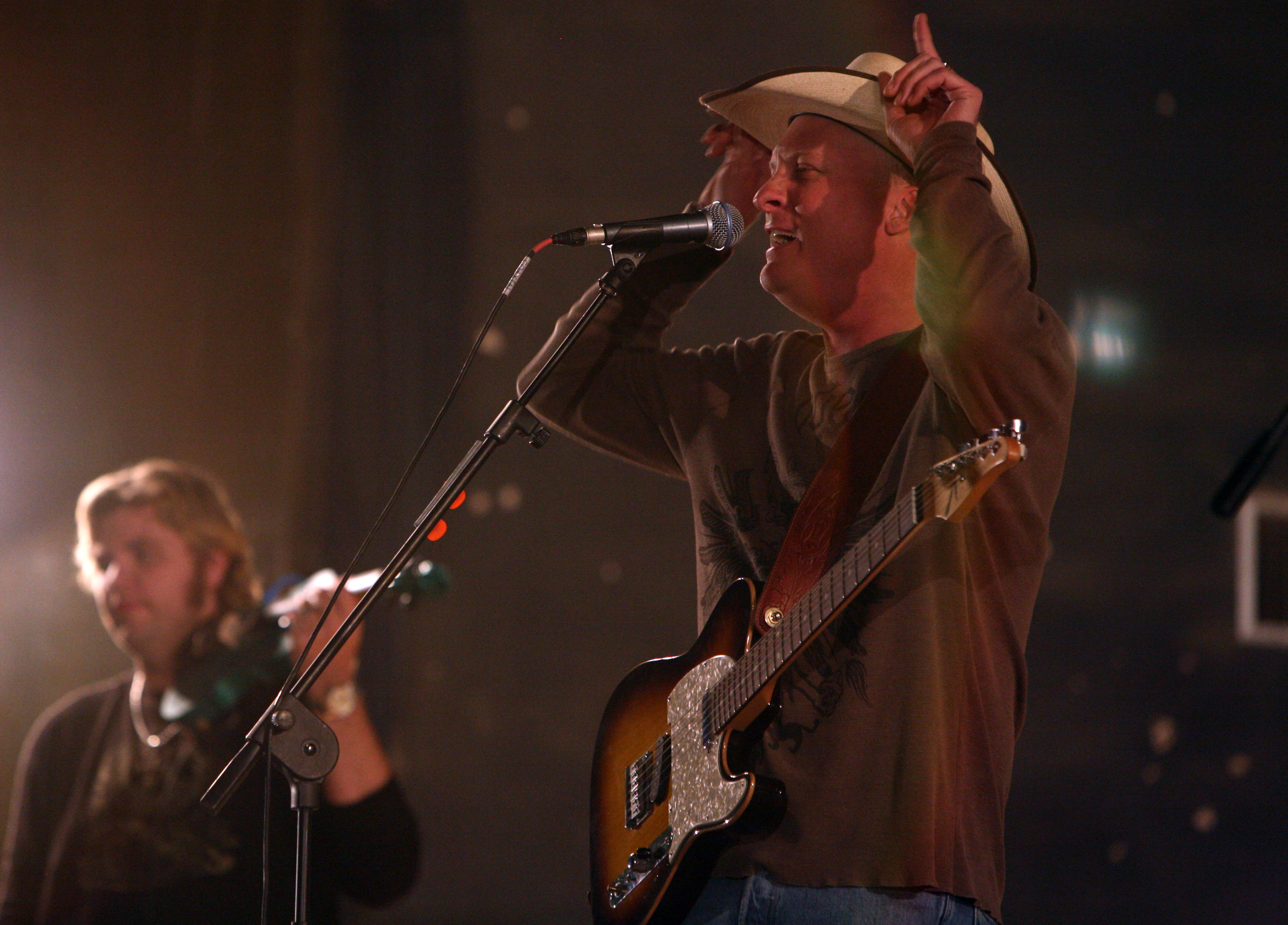
Kevin Fowler (rechts) mit Charlie Robison (2007)

Kevin Fowler (* 11. Mai 1966 in Amarillo, Texas) ist ein US-amerikanischer Musiker aus der Texas-Country-Szene. Vor seiner Country-Karriere war er eine Zeit lang Gitarrist in der Hard-Rock-Band Dangerous Toys.

## Leben und Karriere
Kevin Fowler kam 1966 in Amarillo, Texas als jüngeres von zwei Kindern auf die Welt, und wuchs in ebendieser Stadt auf. Zunächst begann er, sowohl Schlagzeug als auch Klavier zu spielen. Mit 20 Jahren ging er nach Los Angeles, um dort Musik zu studieren. Im Jahr 1990 kehrte er nach Texas zurück und lebte fortan in Austin, wo er sich der – bereits seit 1987 bestehenden – Hardrock-Band Dangerous Toys anschloss. Nach der Zeit in der Band, in der er nie an Studioaufnahmen beteiligt gewesen war, sondern mit den anderen Bandmitgliedern lediglich auf Tour gegangen war, gründete er zusammen mit Kris Robbins Mitte der 90er-Jahre die Southern-Rock-Gruppe Thunderfoot.
Fowler veröffentlichte seine ersten Soloalben ab dem Jahr 2000. Das 2000 erschienene Beer, Bait & Ammo verkauft sich in Texas etwa 30.000-mal. Den Titelsong machte Mark Chesnutt zu einem Teil seines Programms. Mit dem Album High on the Hog stieg der Musiker zudem 2002 erstmals in die Country-Charts ein. Noch im selben Jahr ließ er mit Live at Billy Bob’s Texas seine erste Live-CD folgen. Seine Folgewerke konnten sich kommerziell kontinuierlich steigern. Im Jahr 2004 platzierte sich erstmals eines seiner Lieder in den Genrecharts. Mit Loose, Loud & Crazy erreichte er im selben Jahr zum ersten Mal die Billboard 200. Im Dezember 2010 erschien ein Best-of-Album mit den erfolgreichsten Songs aus Fowlers zehnjähriger Solokarriere.
Nachdem 2008 Fowlers damaliges Label, die Equity Music Group, seinen Betrieb eingestellt hatte, wurde Anfang 2010 wurde bekannt, dass Fowler einen Vertrag bei Lyric Street Records unterschrieben hatte. Dort sollte ihm der endgültige Durchbruch gelingen. Diese Pläne scheiterten jedoch, weil das Label schon kurz darauf geschlossen wurde. Daraufhin wechselte Fowler zur Disney Music Group.
Fowler ist verheiratet und hat drei Töchter.

## Diskografie

### Alben

#### Studioalben
| Jahr | Titel                           | Chartplatzierungen | Chartplatzierungen | Anmerkungen                              |
| Jahr | Titel                           | Country Albums     | Billboard 200      | Anmerkungen                              |
| ---- | ------------------------------- | ------------------ | ------------------ | ---------------------------------------- |
| 2000 | One for the Road                | -                  | -                  | Erstveröffentlichung: 2000               |
| 2000 | Beer, Bait & Ammo               | -                  | -                  | Erstveröffentlichung: 18. November 2000  |
| 2002 | High on the Hog                 | 54                 | -                  | Erstveröffentlichung: 6. August 2002     |
| 2004 | Loose, Loud & Crazy             | 31                 | 195                | Erstveröffentlichung: 3. August 2004     |
| 2007 | Bring It On                     | 14                 | 111                | Erstveröffentlichung: 25. September 2007 |
| 2011 | Chippin' Away                   | 19                 | 81                 | Erstveröffentlichung: 9. August 2011     |
| 2014 | How Country Are Ya?             | 9                  | 66                 | Erstveröffentlichung: 28. Februar 2014   |
| 2016 | Coming to a Honky Tonk Near You | -                  | -                  | Erstveröffentlichung: 21. Oktober 2016   |
| 2019 | Barstool Stories                | -                  | -                  | Erstveröffentlichung: 23. August 2019    |

#### Livealben
| Jahr | Titel                     | Chartplatzierungen | Chartplatzierungen | Anmerkungen                            |
| Jahr | Titel                     | Country Albums     | Billboard 200      | Anmerkungen                            |
| ---- | ------------------------- | ------------------ | ------------------ | -------------------------------------- |
| 2002 | Live at Billy Bob’s Texas | -                  | -                  | Erstveröffentlichung: 5. November 2002 |

#### Kompilationsalben
| Jahr | Titel           | Chartplatzierungen | Chartplatzierungen | Anmerkungen                            |
| Jahr | Titel           | Country Albums     | Billboard 200      | Anmerkungen                            |
| ---- | --------------- | ------------------ | ------------------ | -------------------------------------- |
| 2010 | Best Of… So Far | 43                 | -                  | Erstveröffentlichung: 7. Dezember 2010 |

### Singles
| Jahr | Titel                              | Chartplatzierungen | Chartplatzierungen | Anmerkungen |
| Jahr | Titel                              | Country Songs      | Billboard Hot 100  | Anmerkungen |
| ---- | ---------------------------------- | ------------------ | ------------------ | ----------- |
| 2004 | Ain't Drinkin' Anymore             | 49                 | -                  |             |
| 2005 | Hard Man to Love                   | -                  | -                  |             |
| 2005 | Don't Touch My Willie              | -                  | -                  |             |
| 2006 | What I Wouldn't Give for Your Love | -                  | -                  |             |
| 2007 | Long Line of Losers                | -                  | -                  |             |
| 2008 | Best Mistake I Ever Made           | 47                 | -                  |             |
| 2008 | Cheaper to Keep Her                | -                  | -                  |             |
| 2010 | Beer Season                        | -                  | -                  |             |
| 2010 | Pound Sign (#?*!)                  | 34                 | -                  |             |
| 2011 | Girl in a Truck                    | -                  | -                  |             |
| 2011 | Hell Yeah, I Like Beer             | -                  | -                  |             |
| 2011 | That Girl                          | 45                 | -                  |             |
| 2012 | Here's to Me and You               | -                  | -                  |             |
| 2012 | Here's to Me and You               | -                  | -                  |             |
| 2018 | Beach Please                       | -                  | -                  |             |
| 2019 | Country Song To Sing               | -                  | -                  |             |